# Старосъяновское городище
Старосъяновское городище — городище VI—VIII вв. и XIII—XV вв. Расположено на левом берегу реки Пахры между сёлами Старое Съяново и Новое Съяново. Культурный слой городища содержит керамику дьяковской культуры. В настоящее время на территории городища располагается сельское кладбище.
За городищем закреплен статус:
- памятника археологии федерального значения указом Президента РФ от 20.02.1995 № 176;
- объекта культурного наследия постановлением правительства Московской области от 30.09.2004 № 596/38.